# 烏干達人民大會黨
烏干達人民大會黨是烏干達的主要反對黨之一。該黨成立於1960年，前任黨魁米尔顿·奥博特曾以該黨黨員身份擔任過兩屆烏干達總統。他直到2005年去世都是人民大會黨的領袖，雖然早先他已表示他想要退休。雖然1986年全國抵抗運動上臺後，部分人民大會黨黨員以個人身份加入過全國抵抗運動政府，但該黨總體對全國抵抗運動政府持不合作態度。